# فینال‌های ان‌بی‌ای ۲۰۰۸
فینال‌های ان‌بی‌ای ۲۰۰۸ مرحلهٔ قهرمانی رقابت‌های اتحادیهٔ ملی بسکتبال (ان‌بی‌ای) در فصل ۰۸–۲۰۰۷ می‌باشد. بوستون سلتیکس به عنوان تیم نخست فصل عادی و قهرمان کنفرانس شرق با شکست دادن لس آنجلس لیکرز به عنوان تیم نخست فصل عادی و قهرمان کنفرانس غرب توانست عنوان قهرمانی را کسب کند. این نخستین قهرمانی بوستون پس از ۱۹۸۶ و دوران لری برد و در کل هفدهمین قهرمانی باشگاه در ان‌بی‌ای بود.
برای نخستین بار پس از ۲۰۰۰ دو تیم برتر دو کنفرانس در فصل عادی با هم دیدار می‌کردند و پس از ۲۰۰۳ برای نخستین بار تیمی برتر در بازی‌های فصل عادی در این رقابت حاضر می‌شد. لیکرز برای نخستین بار از سال ۲۰۰۴ و در مجموع بار بیست و نهم در دور پایانی حاضر شد. سلتیکس برای نخستین بار از سال ۱۹۸۷ و در مجموع بیستمین بار در دیدارهای پایانی حضور داشت.
تیم قهرمان بوستون سلتیکس در سال ۲۰۰۸ توسط "3 Big" (سه بزرگ)، پال پیرس، ری آلن و کوین گارنت هدایت می‌شد. بوستون پیش از خرید آلن از سیاتل سوپرسانیکس و گارنت از مینه‌سوتا تیمبرولوز در یک معادلهٔ بازیکنان ۷ در برابر ۱، تنها ۲۴ برد از ۸۲ بازی خود در فصل عادی ان‌بی‌ای فصل ۰۷–۲۰۰۶ به دست آورده بود؛ و با ورود این ستارگان به این تیم محبوبیتی ویژه در نزد طرفداران بسکتبال پیدا کرد.
پیش از این سری، سلتیکس با ۱۶ قهرمانی بیشترین قهرمانی را در تمام ادوار ان‌بی‌ای کسب کرده بود و لیکرز نیز با ۱۴ عنوان در جایگاه دوم قرار داشت. این دو تیم موفق تاریخ ان‌بی‌ای پس از ۲۱ سال که در ۱۹۸۷ با هم روبه‌رو شده بودند و با برتری لیکرز همراه بود، دوباره با هم دیدار کردند. در سال ۲۰۰۳ لیکرز به دیدار نهایی راه یافت اما سلتیکس که در فینال کنفرانس ۲–۱ پیروز شد، در نهایت با نتیجهٔ ۴–۲ به نیوجرسی نتس باخت و این دیدار شکل نگرفت. این یازدهمین مرتبه بود که این تیم‌ها در دور قهرمانی به مصاف هم می‌رفتند. سلتیکس در ده رقابت پیشین خود برابر لیکرز هشت پیروزی کسب کرد و در سال‌های ۱۹۵۹، ۱۹۶۲، ۱۹۶۳، ۱۹۶۵، ۱۹۶۶، ۱۹۶۸، ۱۹۶۹ و ۱۹۸۴ به برتری دست یافت - لیکرز در ۱۹۸۵ و ۱۹۸۷ به برتری رسید. سلتیکس در فصل عادی رکورد ۶۶–۱۶ را ثبت کرد و لیکرز رکورد ۵۷–۲۵ را به دست آورد و مزیت خانگی برای تیم سلتیکس بود. این نخستین بار از ۱۹۹۷ که شیکاگو بولز با بردن یوتا جاز توانست قهرمانی را به دست بیاورد و تنها بار در دههٔ ۲۰۰۰ بود که تیمی از شرق از مزیت بازی خانگی برخوردار شد. همچنین این سری نخستین سری فینال‌های ان‌بی‌ای از سال ۱۹۹۸ بود که تیم دانکن (۱۹۹۹، ۲۰۰۳، ۲۰۰۵، ۲۰۰۷) یا شکیل اونیل (۲۰۰۰، ۲۰۰۱، ۲۰۰۲، ۲۰۰۴، ۲۰۰۶) در آن حضور نداشتند.
قهرمانی این سری، همراه با ۲۰۰۴ و ۲۰۰۶، یکی از سه قهرمانی دههٔ ۲۰۰۰ رقابت‌های NBA می‌باشد که توسط تیمی به جز لس آنجلس لیکرز و سن آنتونیو اسپرز به دست آمد.

## خلاصه سری
| بازی   | تاریخ            | تیم مهمان      | نتیجه         | تیم میزبان     |
| ------ | ---------------- | -------------- | ------------- | -------------- |
| بازی ۱ | پنج‌شنبه، ۵ ژوئن  | لس آنجلس لیکرز | ۸۸–۹۸ (۰–۱)   | بوستون سلتیکس  |
| بازی ۲ | یکشنبه، ۸ ژوئن   | لس آنجلس لیکرز | ۱۰۲–۱۰۸ (۰–۲) | بوستون سلتیکس  |
| بازی ۳ | سه‌شنبه، ۱۰ ژوئن  | بوستون سلتیکس  | ۸۱–۸۷ (۲–۱)   | لس آنجلس لیکرز |
| بازی ۴ | پنج‌شنبه، ۱۲ ژوئن | بوستون سلتیکس  | ۹۷–۹۱ (۳–۱)   | لس آنجلس لیکرز |
| بازی ۵ | یکشنبه، ۱۵ ژوئن  | بوستون سلتیکس  | ۹۸–۱۰۳ (۳–۲)  | لس آنجلس لیکرز |
| بازی ۶ | سه‌شنبه، ۱۷ ژوئن  | لس آنجلس لیکرز | ۹۲–۱۳1 (2-4)  | بوستون سلتیکس  |

## پیش‌زمینه

### مسیر فینال‌ها
| لس آنجلس لیکرز (قهرمان کنفرانس شرق)                                 | لس آنجلس لیکرز (قهرمان کنفرانس شرق) | بوستون سلتیکس (قهرمان کنفرانس شرق) | بوستون سلتیکس (قهرمان کنفرانس شرق)                              |
| ------------------------------------------------------------------- | ----------------------------------- | ---------------------------------- | --------------------------------------------------------------- |
| الگو:2007–08 NBA West standingsسید یکم در غرب، سومین رکورد برتر لیگ | فصل عادی                            | فصل عادی                           | الگو:2007–08 NBA East standingsسید یکم در شرق، بهترین رکورد لیگ |
| پیروزی برابر (۸) دنور ناگتس، ۴–۰                                    | دور یکم                             | دور یکم                            | پیروزی برابر (۸) آتلانتا هاوکس، ۴–۳                             |
| پیروزی برابر (۴) یوتا جاز، ۴–۲                                      | نیمه‌نهایی‌های کنفرانس                | نیمه‌نهایی‌های کنفرانس               | پیروزی برابر (۴) کلیولند کاوالیرز، ۴–۳                          |
| پیروزی برابر (۳) سن آنتونیو اسپرز، ۴–۱                              | فینال‌های کنفرانس                    | فینال‌های کنفرانس                   | پیروزی برابر (۲) دیترویت پیستونز، ۴–۲                           |

### سری‌های فصل عادی
بوستون سلتیکس پیروز هر دو بازی در فصل عادی بود:
| ۲۳ نوامبر ۲۰۰۷ |

| الگو:NBA Recap |

| لس آنجلس لیکرز ۹۴, بوستون سلتیکس ۱۰۷ |

| ۳۰ دسامبر ۲۰۰۷ |

| الگو:NBA Recap |

| بوستون سلتیکس ۱۱۰, لس آنجلس لیکرز ۹۱ |

## خلاصه بازی‌ها
تمامی زمان‌ها بر اساس منطقه زمانی شرقی فهرست شده‌اند.

### بازی ۱

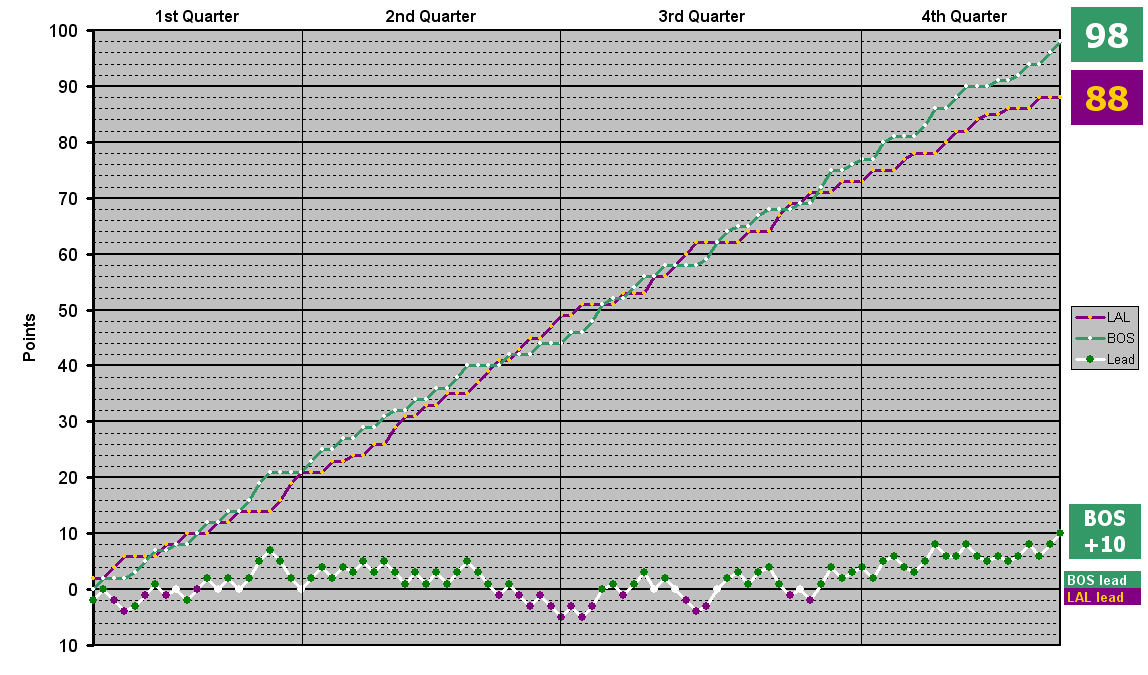
روند امتیازات بازی ۱.

| ۵ ژوئن 9:00 pm |

| Recap Video highlights در یوتیوب |

| لس آنجلس لیکرز ۸۸, بوستون سلتیکس ۹۸                                                                   |  |                                                                                    |
| امتیاز بر پایه وقت: ۲۱–۲۳, ۳۰–۲۳, ۲۲–۳۱, ۱۵–۲۱                                                        |  |                                                                                    |
| امتیاز: کوبی برایانت ۲۴ ریباند: پائو گاسول ۸ پاس : کوبی برایانت، درک فیشر همگی ۶ FT: کوبی برایانت ۶/۶ |  | امتیاز: کوین گارنت ۲۴ ریباند: کوین گارنت ۱۳ پاس: ریجان راندو ۷ Stls: James Posey ۲ |

### بازی ۲

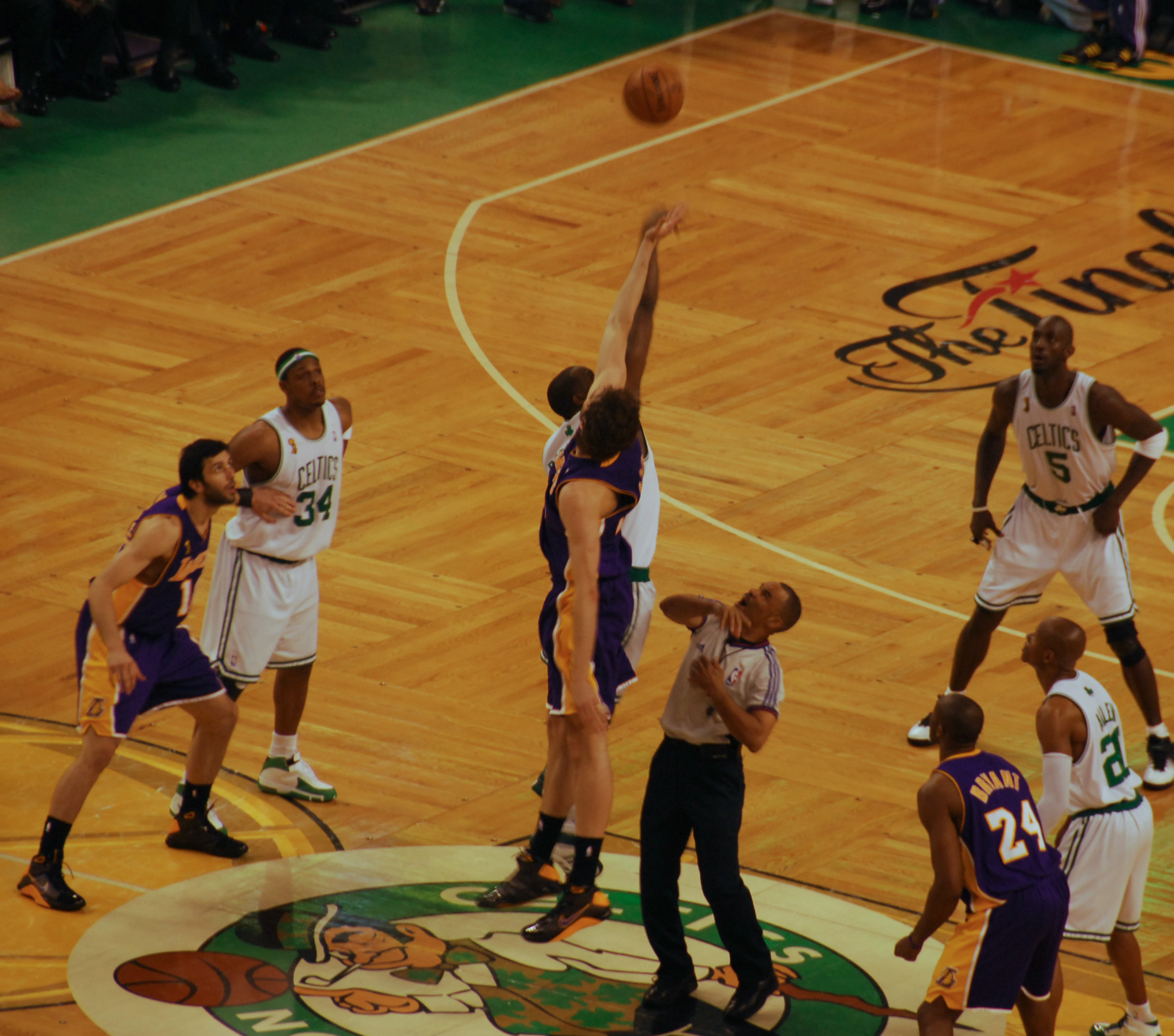
آغاز بازی ۲

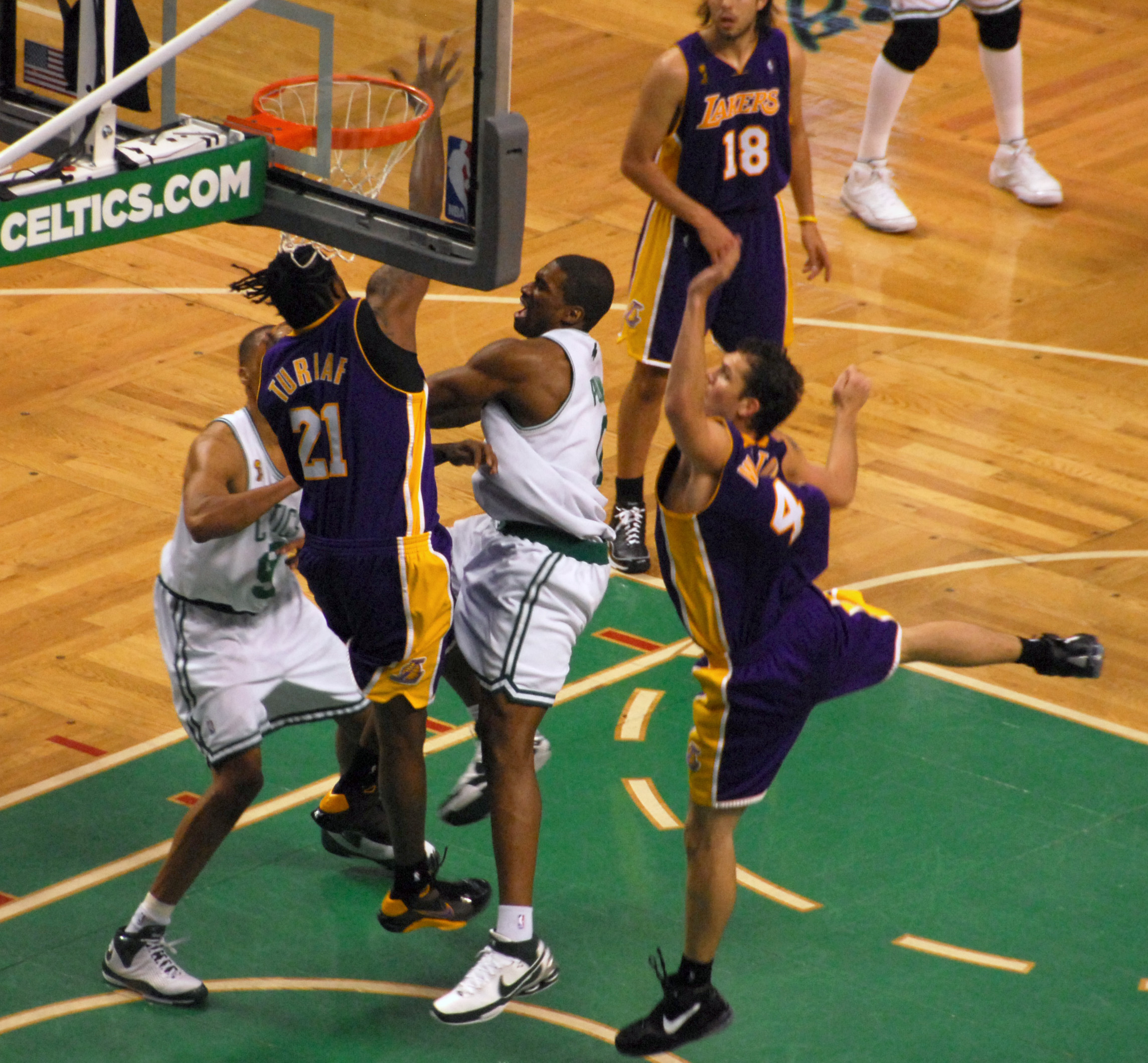
لئون پاو (وسط) در بازی ۲

| ۸ ژوئن 9:00 pm |

| Recap Video highlights در یوتیوب |

| لس آنجلس لیکرز ۱۰۲, بوستون سلتیکس ۱۰۸                                                                |  |                                                                                   |
| امتیاز بر پایه وقت: ۲۲–۲۰, ۲۰–۳۴, ۱۹–۲۹, ۴۱–۲۵                                                       |  |                                                                                   |
| امتیاز: کوبی برایانت ۳۰ ریباند: Radmanović, پائو گاسول همگی ۱۰ پاس : کوبی برایانت ۸ Stls: درک فیشر ۳ |  | امتیاز: پال پیرس ۲۸ ریباند: کوین گارنت ۱۴ پاس: ریجان راندو ۱۶ 3P-FG: پال پیرس ۴/۴ |

### بازی ۳
| ۱۰ ژوئن 9:00 pm |

| Recap Video highlights در یوتیوب |

| بوستون سلتیکس ۸۱, لس آنجلس لیکرز ۸۷                                          |  |                                                                                    |
| امتیاز بر پایه وقت: ۲۰–۲۰, ۱۷–۲۳, ۲۵-۱۷, ۱۹–۲۷                               |  |                                                                                    |
| امتیاز: ری آلن ۲۵ ریباند: کوین گارنت ۱۲ پاس : کوین گارنت ۵ FG: پال پیرس ۲/۱۴ |  | امتیاز: کوبی برایانت ۳۶ ریباند: پائو گاسول ۱۲ پاس: Farmar ۵ FG: کوبی برایانت ۱۲/۲۰ |

### بازی ۴
| ۱۲ ژوئن 9:00 pm |

| Recap Video highlights در یوتیوب |

| بوستون سلتیکس ۹۷, لس آنجلس لیکرز ۹۱                                       |  | |
| امتیاز بر پایه وقت: ۱۴–۳۵, ۲۶–۲۳, ۳۱–۱۵, ۲۶–۱۸                            |  | |
| امتیاز: پال پیرس ۲۰ ریباند: کوین گارنت ۱۱ پاس : پال پیرس ۷ Stls: ری آلن ۳ |  | امتیاز: لمار اودم ۱۹ ریباند: پائو گاسول، لمار اودم همگی ۱۰ پاس: کوبی برایانت ۱۰ Stls: کوبی برایانت ۴ |

### بازی ۵
| ۱۵ ژوئن 9:00 pm |

| Recap توسط Wayback Machine (بایگانی‌شده ژوئن ۱۹, ۲۰۰۸) Video highlights در یوتیوب |

| بوستون سلتیکس ۹۸, لس آنجلس لیکرز ۱۰۳                                      |  |                                                                                      |
| امتیاز بر پایه وقت: ۲۲–۳۹, ۳۰–۱۶, ۱۸–۲۴, ۲۸–۲۴                            |  |                                                                                      |
| امتیاز: پال پیرس ۳۸ ریباند: کوین گارنت ۱۴ پاس : پال پیرس ۸ ۳ PTs ری آلن ۳ |  | امتیاز: کوبی برایانت ۲۵ ریباند: پائو گاسول ۱۳ پاس: پائو گاسول ۶ Stls: کوبی برایانت ۵ |

### بازی ۶

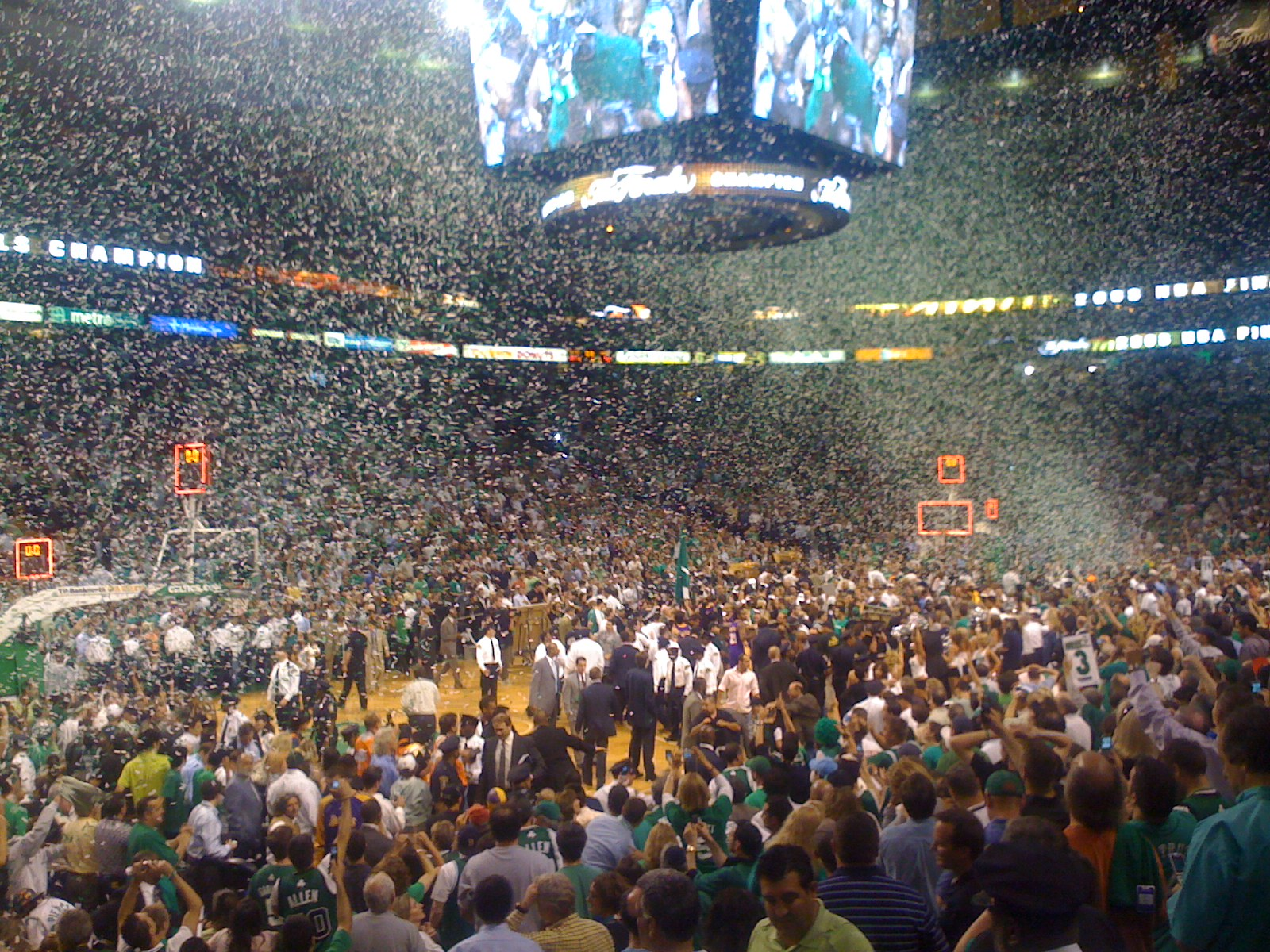
طرفداران، بازیکنان، مربیان و دیگر عوامل بوستون سلتیکس پس از کسب هفدهمین قهرمانی باشگاه در ۱۷ ژوئن

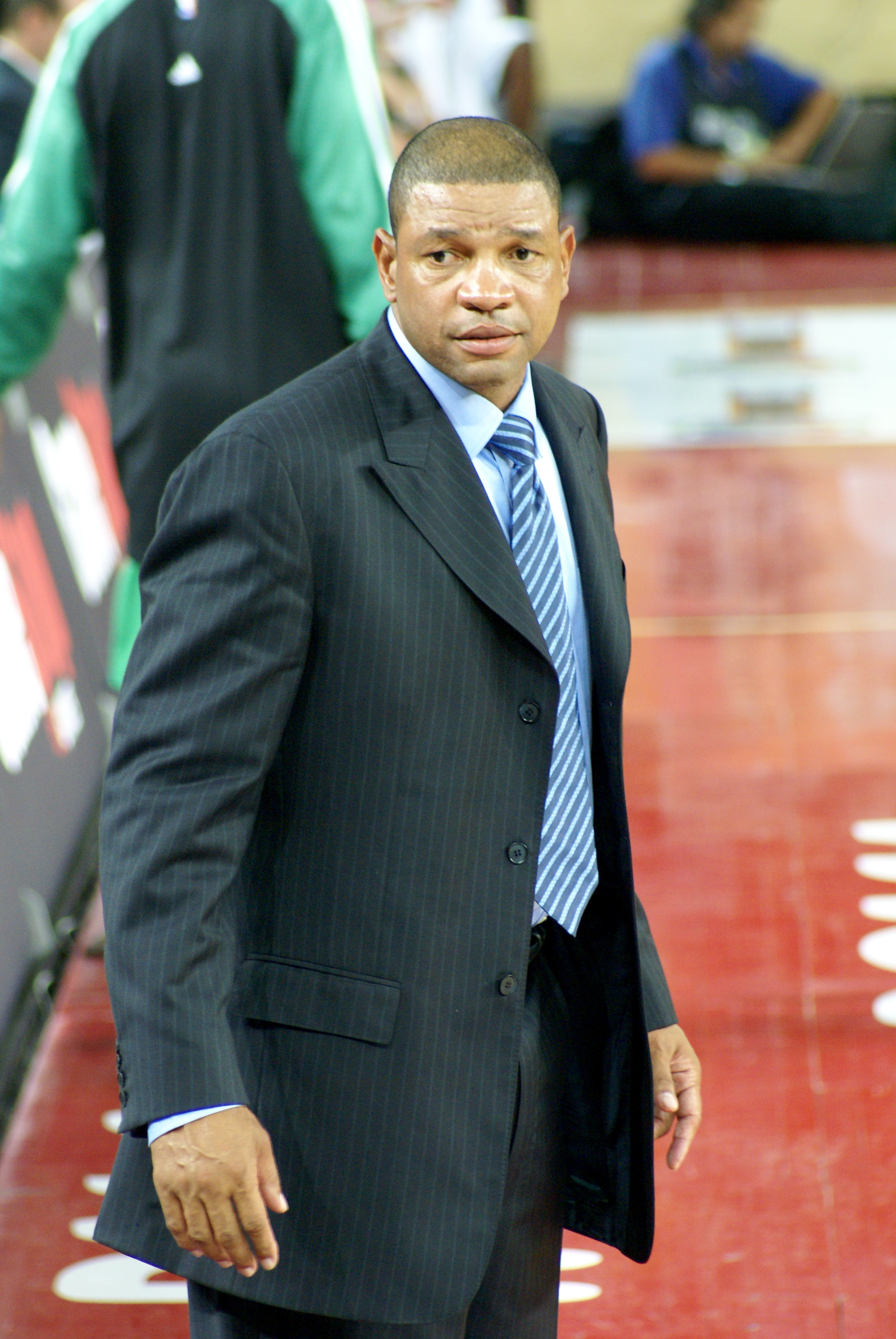
سلتیکس برای کسب هفدهمین عنوان خود به انجام ۲۶ بازی پرداخت و سرمربی این تیم، داک ریورز رکورد بازی‌های خود در بازی‌های حذفی یک فصل را شکست. وی در بازی‌های حذفی فصل ۹۴–۱۹۹۳ که در نیوجرسی نتس بازی می‌کرد، در ۲۵ بازی به میدان رفت.

| ۱۷ ژوئن 9:00 pm |

| Recap توسط Wayback Machine (بایگانی‌شده ژوئن ۲۲, ۲۰۰۸) Video highlights در یوتیوب |

| لس آنجلس لیکرز ۹۲, بوستون سلتیکس ۱۳۱                                                |  |                                                                                               |
| امتیاز بر پایه وقت: ۲۰–۲۴, ۱۵–۳۴, ۲۵–۳۱, ۳۲–۴۲                                      |  |                                                                                               |
| امتیاز: کوبی برایانت ۲۲ ریباند: لمار اودم ۱۰ پاس : لمار اودم ۵ FT: کوبی برایانت ۵/۵ |  | امتیاز: ری آلن، کوین گارنت همگی ۲۶ ریباند: کوین گارنت ۱۴ پاس: پال پیرس ۱۰ Stls: ریجان راندو ۶ |
| بوستون پیروز فینال‌های ان‌بی‌ای، ۴–۲                                                   |  |                                                                                               |

## ترکیب شروع‌کننده
تالار مشاهیر بسکتبال نایسمیت‡
| لس آنجلس            | پست | بوستون        |
| ------------------- | --- | ------------- |
| درک فیشر            | PG  | ریجان راندو   |
| کوبی برایانت‡       | SG  | ری آلن‡       |
| لمار اودم           | SF  | پال پیرس      |
| Vladimir Radmanovic | PF  | کوین گارنت‡   |
| پائو گاسول          | C   | کندریک پرکینز |

## آمارهای بازیکنان
بوستون سلتیکس
| بازیکن           | GP | GS | MPG  | FG%   | 3FG%  | FT%   | RPG  | APG | SPG | BPG | PPG  |
| ---------------- | -- | -- | ---- | ----- | ----- | ----- | ---- | --- | --- | --- | ---- |
| Ray Allen        | ۶  | ۶  | ۴۱٫۰ | ۰٫۵۰۷ | ۰٫۵۲۴ | ۰٫۸۶۷ | ۵٫۰  | ۲٫۵ | ۱٫۳ | ۰٫۷ | ۲۰٫۳ |
| Tony Allen       | ۳  | ۰  | ۶٫۳  | ۰٫۶۶۷ | ۰٫۰۰۰ | ۰٫۰۰۰ | ۰٫۳  | ۰٫۷ | ۰٫۳ | ۰٫۰ | ۲٫۷  |
| P. J. Brown      | ۶  | ۰  | ۱۹٫۵ | ۰٫۳۹۱ | ۰٫۰۰۰ | ۰٫۷۵۰ | ۳٫۲  | ۰٫۷ | ۰٫۵ | ۰٫۵ | ۴٫۰  |
| Sam Cassell      | ۵  | ۰  | ۱۰٫۱ | ۰٫۳۷۵ | ۰٫۰۰۰ | ۱٫۰۰۰ | ۰٫۲  | ۱٫۲ | ۰٫۴ | ۰٫۰ | ۳٫۸  |
| Glen Davis       | ۱  | ۰  | ۱۴٫۶ | ۰٫۵۰۰ | ۰٫۰۰۰ | ۰٫۵۰۰ | ۴٫۰  | ۰٫۰ | ۰٫۰ | ۰٫۰ | ۳٫۰  |
| Kevin Garnett    | ۶  | ۶  | ۳۷٫۹ | ۰٫۴۲۹ | ۰٫۰۰۰ | ۰٫۷۶۰ | ۱۳٫۰ | ۳٫۰ | ۱٫۷ | ۱٫۰ | ۱۸٫۲ |
| Eddie House      | ۴  | ۰  | ۱۸٫۵ | ۰٫۳۵۷ | ۰٫۴۱۲ | ۰٫۸۳۳ | ۲٫۵  | ۲٫۵ | ۰٫۳ | ۰٫۰ | ۸٫۰  |
| Kendrick Perkins | ۵  | ۵  | ۱۸٫۴ | ۰٫۵۷۱ | ۰٫۰۰۰ | ۰٫۶۶۷ | ۳٫۶  | ۰٫۴ | ۰٫۶ | ۱٫۰ | ۴٫۰  |
| Paul Pierce      | ۶  | ۶  | ۳۸٫۸ | ۰٫۴۳۲ | ۰٫۳۹۳ | ۰٫۸۳۰ | ۴٫۵  | ۶٫۳ | ۱٫۲ | ۰٫۳ | ۲۱٫۸ |
| James Posey      | ۶  | ۰  | ۲۵٫۲ | ۰٫۵۰۰ | ۰٫۵۰۰ | ۱٫۰۰۰ | ۳٫۸  | ۰٫۵ | ۱٫۳ | ۰٫۲ | ۸٫۷  |
| Leon Powe        | ۶  | ۱  | ۸٫۹  | ۰٫۵۵۰ | ۰٫۰۰۰ | ۰٫۷۱۴ | ۳٫۲  | ۰٫۰ | ۰٫۰ | ۰٫۰ | ۶٫۲  |
| Rajon Rondo      | ۶  | ۶  | ۲۷٫۰ | ۰٫۳۷۷ | ۰٫۰۰۰ | ۰٫۵۹۳ | ۳٫۸  | ۶٫۷ | ۱٫۵ | ۰٫۵ | ۹٫۳  |

لس آنجلس لیکرز
| بازیکن              | GP | GS | MPG  | FG%   | 3FG%  | FT%   | RPG  | APG | SPG | BPG | PPG  |
| ------------------- | -- | -- | ---- | ----- | ----- | ----- | ---- | --- | --- | --- | ---- |
| Trevor Ariza        | ۵  | ۰  | ۷٫۰  | ۰٫۵۵۶ | ۰٫۳۳۳ | ۰٫۵۰۰ | ۱٫۸  | ۰٫۲ | ۰٫۲ | ۰٫۲ | ۲٫۶  |
| Kobe Bryant         | ۶  | ۶  | ۴۳٫۰ | ۰٫۴۰۵ | ۰٫۳۲۱ | ۰٫۷۹۶ | ۴٫۷  | ۵٫۰ | ۲٫۷ | ۰٫۲ | ۲۵٫۷ |
| Jordan Farmar       | ۶  | ۰  | ۱۹٫۲ | ۰٫۴۸۴ | ۰٫۵۲۹ | ۰٫۷۵۰ | ۱٫۸  | ۱٫۳ | ۰٫۳ | ۰٫۵ | ۷٫۰  |
| Derek Fisher        | ۶  | ۶  | ۳۱٫۲ | ۰٫۴۰۵ | ۰٫۱۸۸ | ۰٫۸۲۴ | ۱٫۵  | ۳٫۲ | ۱٫۵ | ۰٫۰ | ۱۰٫۸ |
| Pau Gasol           | ۶  | ۶  | ۳۹٫۰ | ۰٫۵۳۲ | ۰٫۰۰۰ | ۰٫۶۴۷ | ۱۰٫۲ | ۳٫۳ | ۰٫۵ | ۰٫۵ | ۱۴٫۷ |
| Chris Mihm          | ۱  | ۰  | ۲٫۸  | ۰٫۰۰۰ | ۰٫۰۰۰ | ۰٫۰۰۰ | ۰٫۰  | ۰٫۰ | ۰٫۰ | ۰٫۰ | ۰٫۰  |
| Lamar Odom          | ۶  | ۶  | ۳۶٫۷ | ۰٫۵۱۷ | ۰٫۲۰۰ | ۰٫۶۴۳ | ۹٫۰  | ۳٫۰ | ۰٫۳ | ۱٫۰ | ۱۳٫۵ |
| Vladimir Radmanović | ۶  | ۶  | ۲۱٫۳ | ۰٫۳۹۰ | ۰٫۳۸۵ | ۱٫۰۰۰ | ۴٫۸  | ۱٫۳ | ۰٫۷ | ۰٫۰ | ۷٫۳  |
| Ronny Turiaf        | ۶  | ۰  | ۱۰٫۴ | ۰٫۵۰۰ | ۰٫۰۰۰ | ۰٫۲۵۰ | ۰٫۷  | ۰٫۰ | ۰٫۰ | ۰٫۵ | ۱٫۸  |
| Sasha Vujačić       | ۶  | ۰  | ۲۲٫۰ | ۰٫۳۹۱ | ۰٫۳۴۸ | ۰٫۸۵۷ | ۲٫۰  | ۰٫۸ | ۰٫۵ | ۰٫۲ | ۸٫۳  |
| Luke Walton         | ۶  | ۰  | ۱۱٫۰ | ۰٫۳۱۳ | ۰٫۳۳۳ | ۰٫۷۵۰ | ۱٫۰  | ۱٫۲ | ۰٫۲ | ۰٫۲ | ۲٫۵  |

## پخش‌کننده‌ها
ABC (ایالات متحده آمریکا) و TSN (کانادا) پخش کنندهٔ این بازی‌ها بودند، سایر پخش‌کننده‌ها در این‌جا قابل مشاهده است:
| - آرژانتین: تلویزیون عمومی - استرالیا: ESPN - بلژیک: Be 1 and Prime Sport 1 - بلیز: Great Belize Television و Tropical Vision Limited - بوسنی و هرزگوین: OBN - برزیل: ESPN Latin America - کانادا: TSN, NBA on ABC - چین: CCTV-5, چندین پخش‌کننده استانی - دانمارک: DK4 Sport - دومینیکن: Antena Latina - فنلاند: Urheilukanava - فرانسه: Sport+ - آلمان: Premiere Sport - یونان: Sport+ - هائیتی: Tele Caraibes - هنگ کنگ: ای‌اس‌پی‌ان، Cable TV Hong Kong Sports Channel, Star Sports, تی‌وی‌بی - مجارستان: Sport1, Sport2 - هند: ای‌اس‌پی‌ان - اندونزی: ای‌اس‌پی‌ان، Jak TV, Star Sports - ایتالیا: اسکای ایتالیا | - اسرائیل: Sport 5 - ژاپن: J Sports Plus, ان‌اچ‌کی، SkyPerfecTV - کرهٔ جنوبی: SBS Sports, Star Sports - لتونی: LTV7 - مکزیک: TVC - خاورمیانه، شمال آفریقا: ART Sport 3 - هلند: Sport1 - فیلیپین: C/S Sports on RPN, Basketball TV - لهستان: Canal+Sport1 - پرتغال: Sport TV 1 - روسیه: NBA TV - اسپانیا: Canal +, کواترو - سوئد: TV4 AB - تایوان: Videoland - تایلند: ای‌اس‌پی‌ان - ترکیه: NTV - بریتانیا: Five - ونزوئلا: Sport Plus - نیوزیلند: Sky TV |